# مقاطعة أورانج (إنديانا)
مقاطعة أورانج (بالإنجليزية: Orange County, Indiana)‏ هي إحدى مقاطعات ولاية إنديانا في الولايات المتحدة. ، بلغ عدد سكانها 19840 نسمة في عام 2010 حسب إحصاء مكتب تعداد الولايات المتحدة وتصل الكثافة السكانية فيها 19.17 نسمة/كم2.

## وصلات خارجية
- www.orangecountyindiana.info
- United States Counties